# Barra do Piraí (gemeente)
Barra do Piraí is een gemeente in de Braziliaanse deelstaat Rio de Janeiro. De gemeente telt 103.834 inwoners (schatting 2009).
De plaats is co-zetel van het rooms-katholieke bisdom Barra do Piraí-Volta Redonda.
De gemeente grenst aan Piraí, Valença, Vassouras, Mendes, Volta Redonda, Barra Mansa en Pinheiral.

## Geboren in Barra do Piraí
- Paulo Valentim, (1932-1984), voetballer